# برعم ذوقي

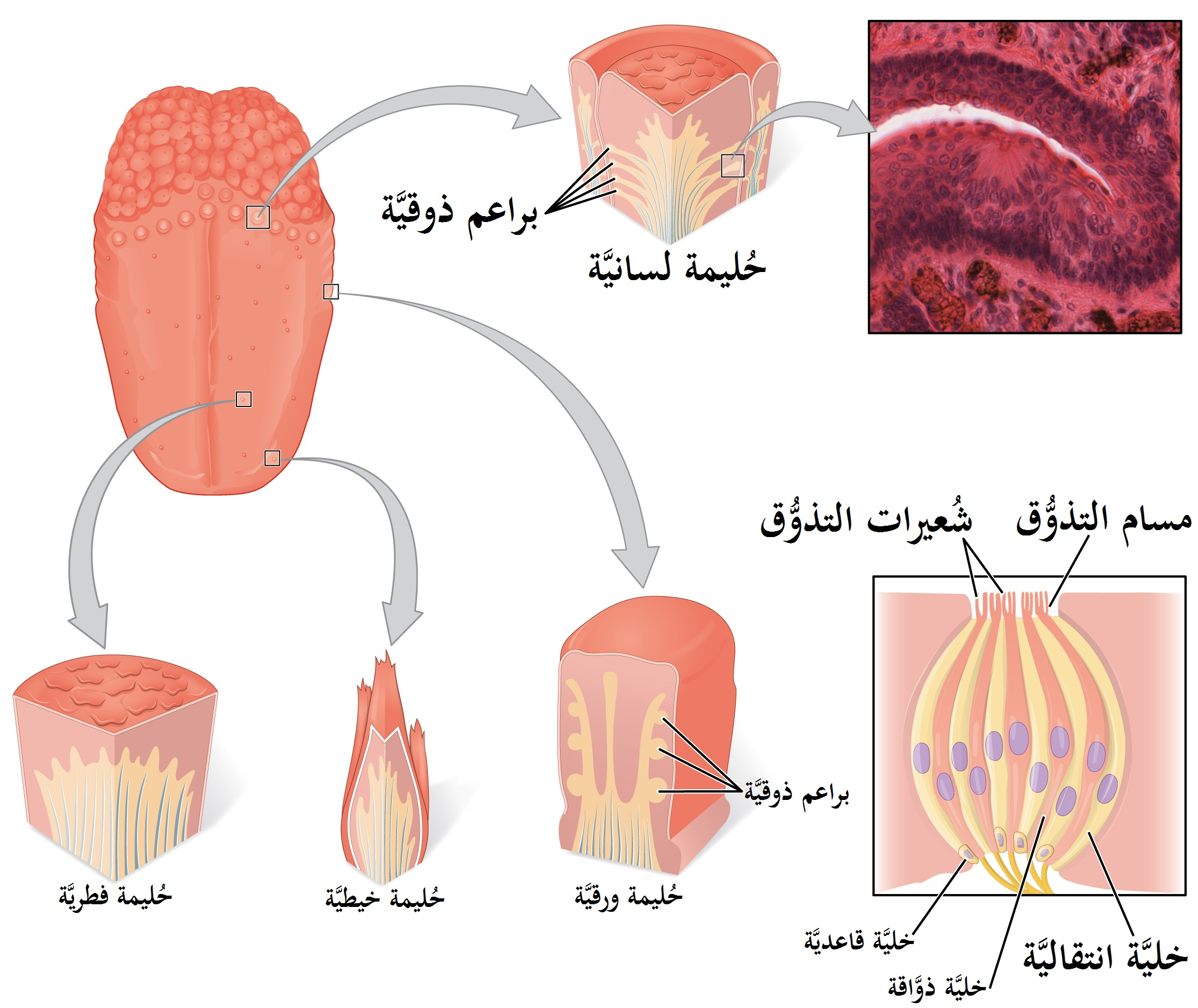
براعم التذوق هي هياكل صغيرة موجودة داخل حليمات اللسان.

براعم التذوق (بالإنجليزية: Taste bud)‏ تحتوي على «خلايا مستقبلات الذَوق (الطعم)» (بالإنجليزية: taste receptor cells)‏ التي تُعرف أيضا باسم «خلايا التذوق» (بالإنجليزية: gustatory cells)‏. تقع «مستقبلات التذوق» حول الهياكل الصغيرة المعروفة باسم «الحليمات» (بالإنجليزية: papillae)‏ والموجودة فوق السطح العلوي للسان، الحنك الرخو، الجزء العلوي من المريء، الوجنة ولسان المزمار. هذه الهياكل الصغيرة هي المعنية بالكشف عن عناصر التذوق الخمسة: المالح، الحامض، المر، الحلو والأومامي، والتي من خلال مزج هذه العناصر الخمسة تتكون مذاقات «النكهات» المختلفة. تزعم الروايات الشائعة أن كل عناصر من عناصر التذوق الخمسة يُعزي إلى منطقة مختلفة من اللسان يستطعمه وحده؛ ولكن الحقيقة أن كل هذه الأذواق يمكن تذوقها بواسطة أي منطقة من مناطق اللسان.
تذوب أجزاء من الطعام في اللعاب ثم تمر عبر فتحات صغيرة في ظهارة اللسان (النسيج الطلائي) تُسمى: «مسام التذوق» لتصل إلى «مستقبلات التذوق» وتتلامس معها بعد مرورها عبر «مسام التذوق».  تقع «مستقبلات التذوق» على قمة «خلايا مستقبلات التذوق» التي تشكل «براعم التذوق». تُرسِل «خلايا مستقبلات التذوق» معلومات المذاق التي اكتشفتها مجموعات المستقبلات المختلفة والقنوات الأيونية، فترسلها إلى «القشرة التذوقية» (بالإنجليزية: Gustatory cortex)‏ في الدماغ عبر الأعصاب القحفية: السابع (العصب الوجهي) والتاسع (العصب البلعومي اللساني) والعاشر (العصب المبهم).
يحتوي اللسان البشري في المتوسط علي 2000 – 8000 برعم من براعم التذوق.

## أنواع الحليمات

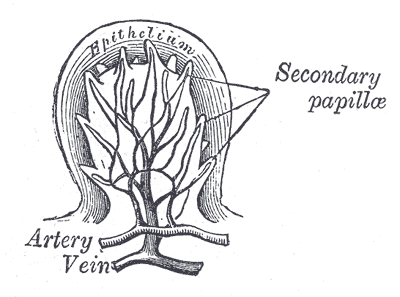
قطاع في الحليمات الفطرية (مُكبرة).

قطاع رأسي في الحليمات الورقية (مُكبرة).

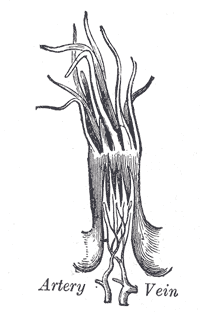
الحليمات الخيطية (مُكبرة).

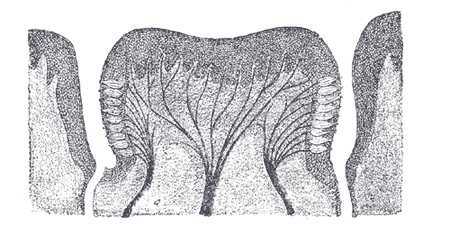
قطاع رأسي في الحليمات الكأسية (مُكبرة).

تتوضّع براعم التذوق الموجودة على اللسان فوق نتوءات موجودة على سطح اللسان تسمى «الحليمات» (بالإنجليزية: papillae)‏. 
يوجد على اللسان البشري ثلاثة أنواع من الحليمات اللسانية التي تحتوي على براعم التذوق، وهي:
- الحليمات الفطرية (الكمئية) (بالإنجليزية: Fungiform papillae)‏: وشكلها كما يوحي اسمها، المقطع الطولي لهذه الحليمات يشبه الفطر قليلا، وهي موجودة في الغالب في السطح الظهري للسان وفي الجانبين، ويُعصِّبها «العصب الوجهي».
- الحليمات الورقية (بالإنجليزية: Foliate papillae)‏: هذه الحليمات بها تلال وأخاديد وتوجد في الجزء الخلفي من اللسان على الحواف الجانبية، ويُعصِّبها العصب الوجهي (الحليمات الأمامية) والعصب اللساني البلعومي (الحليمات الخلفية).
- الحليمات الكأسية (بالإنجليزية: Circumvallate papillae)‏: توجد فقط حوالي 10 إلى 14 من هذه الحليمات عند معظم الناس، وهي موجودة في الجزء الخلفي الفموي من اللسان، وهي مرتبة بطريقة دائرية على شكل صف أمام الثلم الإنتهائي للسان، وترتبط مع قنوات غدة فون-إبنر، ويُعصِّبها العصب اللساني البلعومي.

النوع الرابع من الحليمات هي الحليمات الخيطية (بالإنجليزية: Filiform papillae)‏ وهي الأكثر عددا ولكن لا تحتوي على براعم التذوق. تتميز الحليمات الخيطية بزيادة الكيراتين وهي تشارك في الجانب الميكانيكي بالقيام بوظيفة: الكشط والكحت.

## المذاقات
المذاقات المالحة والحلوة والحامضية والأومامية تسبب استقطاب خلايا التذوق، على الرغم من اختلاف آليات العمل بينها.
المذاق المر يسبب إطلاق داخلي لأيونات الكالسيوم 2+Ca، ولا يحتاج لأيونات كالسيوم 2+Ca خارجية. 

## نوعي خلايا البراعم

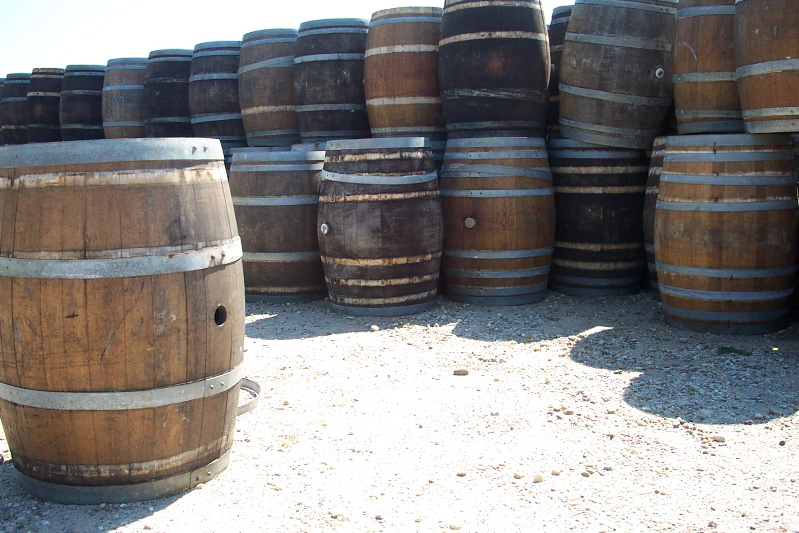
خلايا الدعم هي في معظمها مرتبة مثل ترتيب أضلاع البراميل الخشبية المبينة في الصورة.

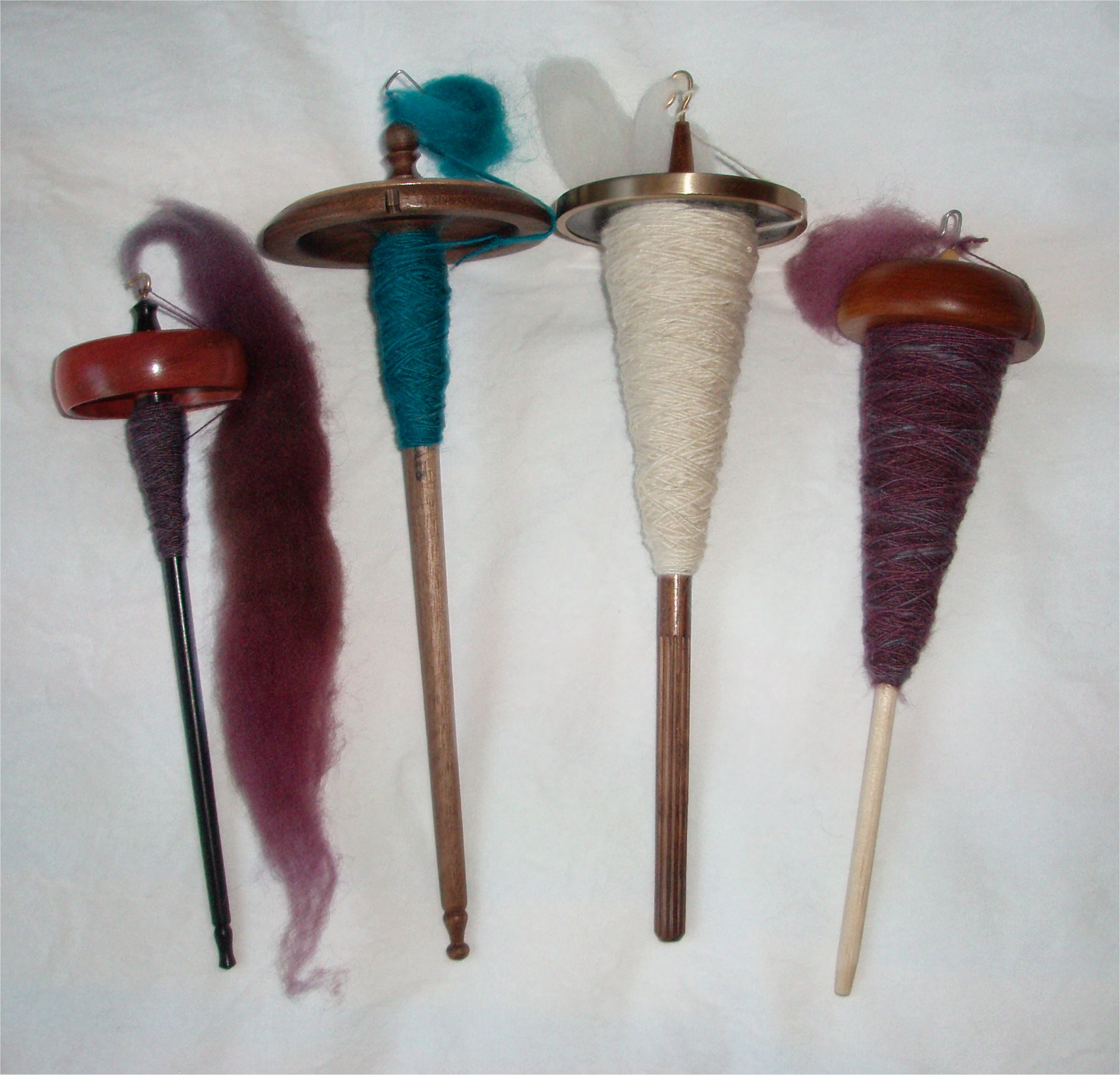
الخلايا الذوقية تشبه شكل المغزل، كالأمثلة المبينة في الصورة.

يتكون «برعم التذوق» من نوعين من الخلايا: 
1. خلايا الدعم
2. والخلايا الذوقية

خلايا الدعم في معظمها مرتبة مثل ترتيب أضلاع البراميل الخشبية، وتكوِّن الغلاف الخارجي لبرعم التذوق. بعض تلك الخلايا توجد داخل برعم التذوق بين الخلايا الذوقية.
الخلايا الذوقية هي مستقبلات كيميائية، وتتواجد في الجزء المركزي من برعم التذوق؛ وهي على شكل المغزل، لكل منها نواة كروية كبيرة بالقرب من وسط الخلية.
النهاية الطرفية للخلية تنتهي في المسام الذوقية، على هيئة الشعرة الدقيقة، واسمها «شعيرة التذوق» (بالإنجليزية: gustatory hair)‏.
النتوء الذي في الوسط يمر نحو النهاية العميقة لبرعم التذوق، وينتهي هناك في جزء واحد أو متشعب مثل الدوالي المنتفخة والملتوية.
الألياف العصبية بعد فقدانها أغماد النخاع (الميالين)، تدخل في برعم التذوق وتنتهي بأطراف دقيقة بين الخلايا الذوقية. الألياف العصبية الأخرى تتفرع بين خلايا الدعم وتنتهي في الأطراف الدقيقة. إلا أنه يُعتقد أنها أعصاب إحساس عادية وليست خاصة بالتذوق.
متوسط عمر «برعم التذوق» هو 10 أيام فقط.

## صور إضافية
|  |  |  |